# マリア・グアルディオラ
マリア・グアルディオラ（María Guardiola, 1978年12月5日 - ）は、スペイン・カセレス県カセレス出身の政治家。国民党(PP)所属。2023年からエストレマドゥーラ州政府首相を務めている。

## 経歴

### 青年時代
1978年12月5日、カセレス県カセレスに生まれた。3歳の時に父親が家を出たため、母親や弟ともに祖父母の家に移った。エストレマドゥーラ大学では経営管理と経営学を専攻した。
その後はエストレマドゥーラ州政府に20年以上公務員として勤めた。2015年には国民党(PP)からカセレス市議会議員に初当選し、エレーナ・ネバド市長の下で経済管理を担当する評議員を務めた。2019年には市議会議員に再選されたが、国民党は野党となった。

### 政治家として
2022年の国民党エストレマドゥーラ支部長の際には、立候補のための推薦人を集めた唯一の候補者となった。ホセ・アントニオ・モナーゴの後任として、女性として初めて支部長に就任した。

### エストレマドゥーラ州政府首相
2023年5月28日のエストレマドゥーラ州議会議員選挙では、国民党と与党のスペイン社会労働党(PSOE)が28議席ずつで拮抗した。州首相指名投票ではVoxの支持も得て、グアルディオラは7月14日に州首相に就任した。なお、州議会議長にはスペイン社会労働党のブランカ・マルティンが就任している。